# Palpostoma pilosum
Palpostoma pilosum är en tvåvingeart som först beskrevs av Verbeke 1962.  Palpostoma pilosum ingår i släktet Palpostoma och familjen parasitflugor.
Artens utbredningsområde är Kongo. Inga underarter finns listade i Catalogue of Life.